# Sorbus
Sorbus es un género de la familia de las rosáceas que abarca entre 100 y 200 especies de árboles y arbustos, comúnmente denominados serbales. Se suelen usar en parques y jardines como planta ornamental y sus frutos se utilizan en la fabricación del vodka ruso.
Las especies de Sorbus son usadas como alimento por larvas de algunas especies de lepidópteros.
Según la Unión Internacional para la Conservación de la Naturaleza, los sorbus están especialmente amenazados: tres cuartas partes de las 170 especies europeas de sorbus se consideran en peligro.Las sorbus son protegidas por rama-viva del legendariom de J.J.R Tolkien en su libro el señor de los anillos.

## Descripción
Los serbales son, por lo general,  árboles pequeños, caducifolios  de 10 a 20 m de altura, aunque algunos pocos son arbustos o plantas leñosas. Las hojas están dispuestas alternativamente y tienen un carácter pinnado, con 11 a  35  folíolos.  Las flores son resistentes y se arraciman en panículas densas; cada flor, en particular, adquiere, en su madurez, un colorido cremoso, de 5 a 10 mm en sus cinco pétalos.
La especie más conocida es el serbal europeo (Sorbus aucuparia), un árbol pequeño de entre 4 a 16 m de alto, que crece en una variedad de hábitats a lo largo del norte de Europa y en las montañas del sur del mismo continente.

## Distribución y hábitat
Los miembros de este género son endémicos de regiones frías y templadas, del hemisferio norte, con una gran cantidad de especies diversas, sobre todo, en las montañas de China occidental y en los Himalayas, donde existe, también, un número cuantioso de microespecies apomícticas. Su distribución geográfica abarca toda Europa, Siberia y Cáucaso. En España se encuentra en bosques y setos, de todas, o casi todas las sierras de la mitad norte. Es una especie muy escasa en Valencia y Mallorca.
Habitan en altitudes de hasta los 2000 m s. n. m., resistiendo bajas temperaturas, en bosques de haya, roble y abeto. Vegetan bien en suelos con cualquier pH, aunque prefieren los silíceos si son sueltos y frescos. Viven tanto a pleno sol como bajo la semisombra de otros árboles.

## Taxonomía
El número exacto de especies está en discusión por diferentes autoridades debido al número de microespecies apomícticas, las cuales son tratadas por algunos como distintas especies, pero otros las agrupan en un número más reducido de especies variables (dependiendo de la circunscripción del género).
Los tratamientos recientes del género (Robertson et al. 1991, McAllister 2005) consideran a Sorbus en un sentido más restringido para incluir sólo aquellas especies de Sorbus de hojas pinnadas, elevando algunos de los otros subgéneros al rango de género.
Considerado en un sentido amplio el género Sorbus se dividen en varios subgéneros pequeños (entre paréntesis constan las asignaciones más recientes al rango de género):
1. Sorbus subgenus Sorbus (genus Sorbus)
2. Sorbus subgenus Aria (genus Aria)
3. Sorbus subgenus Micromeles (genus Aria)
4. Sorbus subgenus Cormus (genus Cormus)
5. Sorbus subgenus Torminaria (genus Torminaria)
6. Sorbus subgenus Chamaemespilus (genus Chamaemespilus)

- Híbridos: son muy comunes en este género, muchos se dan entre los subgéneros. Muy a menudo estos híbridos son apomícticos (autofértiles sin polinización), por lo tanto son capaces de reproducirse clonalmente a partir de las semillas sin ninguna variación. Esto ha conducido a un número muy grande de microespecies, particularmente en Europa oriental y partes de China.

## Algunas de las especies
- Sorbus aria "Mostajo o serbal blanco"
- Sorbus aucuparia "Serbal de cazadores"
- Sorbus domestica "Serbal común"
- Sorbus torminalis "Serbal silvestre"
- Sorbus intermedia "Serbal de Suecia"